# 성남 망경암 마애여래좌상
성남 망경암 마애여래좌상(城南 望京菴 磨崖如來坐像)은 대한민국 경기도 성남시 수정구 복정동 망경암에 있는, 대한제국시대의 불상이다. 1980년 6월 2일 경기도의 유형문화재 제102호로 지정되었다.

## 개요
경기도 성남시 수정구 복정동 망경암(望京菴)의 암벽을 우묵하게 파서 방을 만들고 그 안에 돋을새김으로 불상을 새겼다. 이 암벽에는 그 외에 14곳에 얕은 방을 파고 글을 새겼다.
서울이 한 눈에 보이는 이 곳은 고려말에서 조선초에 이르기까지 역대 임금이 친히 거동하여 나라와 백성의 평안을 빌었던 곳이라고 한다. 조선 왕실에서는 세종의 7째 아들인 평안대군과 제안대군의 명복을 빌기 위해서 칠성단(七星壇)을 만들었다고 한다.
불상 주위에 새겨진 기록에 의하면 광무 1년(1897)에 이규승이 관음상을 새기고 절을 세웠다. 불상은 민머리를 하고 있는데, 얼굴은 마모가 심해서 정확한 형태를 파악하기 어렵다. 옷은 양 어깨를 감싸고 있으며, 왼손은 가슴에 대고 오른손은 무릎에 올려놓고 손끝이 땅을 향하게 하고 있다.
조선 후기의 불상으로 조각 솜씨가 특별하지 않지만 만들어진 연도가 뚜렷한 작품으로 가치가 있다.

## 현지 안내문

### 한글 설명
망경암 마애여래좌상
望京庵 磨崖如來坐像
경기도 유형문화재 제102호
망경암 마애여래좌상은 대웅전 옆 칠성대라고 불리는 암벽 위에 위치한다. 네모진 형태로 조성된 감실(龕室) 안에 높이 120cm, 폭 75cm 크기의 양각으로 새겨져 있다.
불상의 머리 모양은 분명하지 않으며 넓적하고 평평한 얼굴에 이목구비가 드러나 있다. 귀는 일반적인 불상의 모습처럼 어깨에 닿을 듯이 길게 표현되었다. 불상이 입고 있는 옷은 넓은 천을 양 어깨에 걸치는 형태의 일반적인 모습이 아니라 양팔이 확연히 보이는 저고리 형태의 옷이다. 왼손은 가슴에 대고 있으며 오른손은 무릎에 올려놓고 있다. 이러한 손의 모양은 부처가 악마를 항복시킨다는 의미를 갖고 있는 항마촉지인(降魔觸地印)이라 한다.
마애여래좌상 주변 바위에는 글씨가 14 군데 새겨 있다. 조선 왕실과 대한제국 황실의 안녕과 복을 축원하는 내용이다. 불상과 글씨들은 조선 왕실 자손인 이규승(李奎承)이 대한제국 이전과 이후 두 차례 이상의 시간 차를 두고 조성하였다.
암벽 앞에는 이규승이 세운 망경암칠성대중수비(望京庵七星臺重修碑)와 망경암소비(望京庵小碑)가 있다. 이 중 망경암칠성대중수비에는 고려시대 왕들이 망경암에 와서 복을 빌었다는 내용이 있다. 망경암 마애여래좌상은 삼국시대부터 시작된 한국 마애불 제작 전통이 조선 말기까지 이어져 왔음을 보여주는 중요한 사례이다. 이 밖에 망경암에 새긴 글씨는 19세기말 조선의 사회상을 알려주고 있어 매우 주목된다.

### 영문 설명
Rock-carved Seated Buddha of Manggyeongam Hermitage
Gyeonggi-do Tangible Cultural Heritage No. 102
This rock-carved seated Buddha was carved by Yi Gyu-seung, a descendant of royal family of the Joseon dynasty (1392-1910), around the turn of the 20th century. 
The Buddha is carved inside a rectangular recess in a rock face located next to the main hall of the hermitage. His face is wide and flat with well-defined features and his ears are long. His right hand reaches down toward the ground, and his left hand rests across his chest, indicating his defeat of worldly desires and attainment of spiritual enlightenment. The carving measures 1.2 m in height and 0.75 m in width.
Surrounding the carving are 14 inscriptions, also carved by Yi Gyu-seung, wishing for the peace and good fortune of the Joseon royal family. Yi also composed the inscriptions on the two monuments that are located in front of the rock face. Both monuments are inscribed with wishes for the peace and prosperity of the royal family. The larger monument also records in detail the history of Manggyeongam Hermitage, and states that the kings of Goryeo (918-1392) visited this hermitage to pray for good rtune.

## 같이 보기
- 망경암

## 참고 자료
- 망경암마애여래좌상 - 국가유산청 국가유산포털